# Gifblaar
Gifblaar (Dichapetalum cymosum) is een kleine struik die in de noordelijke delen van Zuidelijk Afrika voorkomt. De plant is een voorname oorzaak van vergiftiging van rundvee in deze streek en wordt in Zuid-Afrika als een van de "grote zes" beschouwd onder de giftige planten die het land rijk is. Een schatting uit 1996 schrijft 8% van de sterfte onder runderen ten gevolge van giftige planten aan gifblaar toe. Het merendeel van de sterftegevallen (70%) wordt in Limpopo aangetroffen, de provincies Noordwest , Mpumalanga en Gauteng zijn ieder goed voor zo'n 10% van de gevallen. De chemische verbinding monofluoroacetaat wordt in alle delen van de plant aangetroffen en veroorzaakt de toxiciteit van de plant.
De Voortrekkers waren al bekend met de giftigheid van de plant toen zij de Transvaal binnentrokken. Waarschijnlijk zijn zij er door plaatselijke stammen voor gewaarschuwd.
Op de Zuid-Afrikaanse Rode Lijst is de plant zonder verdere evaluatie in de categorie minste zorg (LC) geplaatst.

## Beschrijving
Het bovengrondse deel van de plant heeft de vorm van dichte, kleine, houtachtige struikjes die zo'n 15 cm groot worden. Zo'n pol bestaat in de regel uit een enkele plant, die over een bijzonder uitgebreid ondergronds wortelstelsel beschikt, dat wel met dat van een boom vergeleken kan worden. Onder gunstige omstandigheden kan het wortelstelsel op verscheidene plaatsen loten naar het oppervlak doen uitgroeien. Boven de grond zijn de bladeren het meest opvallend. Ze zijn enkelvoudig, afwisselend en aanvankelijk dicht behaard. Later worden ze in toenemende mate glad. De bladeren zijn groen aan beide zijden. De plant krijgt vroeg in het voorjaar dichte trossen kleine witte bloempjes. Vruchtvorming treedt maar in beperkte mate op. De vrucht is oranje en leerachtig en niet giftig. De Bosjesmannen maken er wel gebruik van.
Om vergiftiging te voorkomen is het nuttig de plant goed te herkennen, maar dit lage onopvallende struikje is gemakkelijk te verwarren met een viertal andere soorten die in dezelfde omgeving voorkomen. Dit zijn Ochna pulchra (lekkerbreek), Parinari capensis (grysappel), Pygmaeothamnus spp. (goorappels) en een aantal verschillende gousiektebossies, die tot de genera van de familie Rubiaceae behoren. De eerste drie hiervan zijn niet giftig, maar gousiektebossies zijn wel giftig en worden ook beschouwd tot de "grote 6" rundergifplanten te behoren.
Van de soorten waarmee gifblaar verward kan worden hebben gousiektebossies en goorappel tegenoverstaande, in plaats van afwisselende bladeren. Goorappelbladeren bezitten ook een kenmerkend bultje aan de punt, alhoewel dat alleen aangetroffen wordt bij volwassen exemplaren.

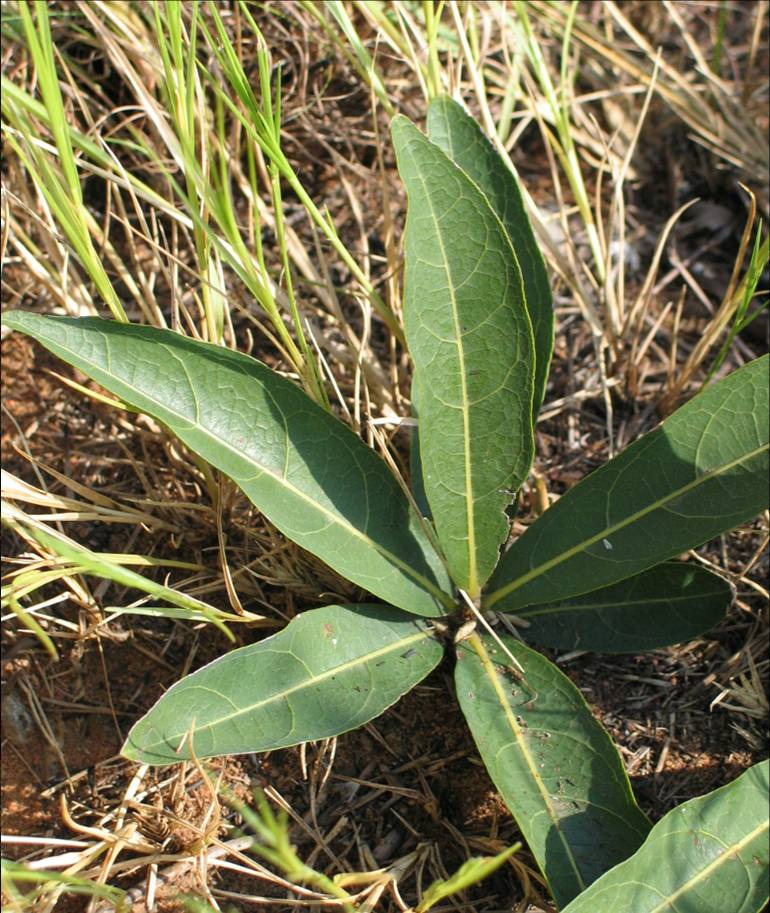
Groeivorm

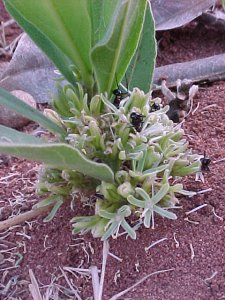
Bloeisels

## Verspreiding en habitat
Gifblaar wordt in droge zanderige gebieden aangetroffen, alsmede aan de noordelijk helling van stenige heuvels in het zuidelijke deel van de Afrikaanse savanne. In Zuid-Afrika spreekt men wel van de Gifblaardriehoek die gelegen is tussen de hoekpunten Mmabatho, Middelburg in Mpumalanga en Musina. Ook in Namibië, Zimbabwe, Botswana en zuidelijk Angola wordt de plant aangetroffen. Vaak komt de plant samen voor met een aantal andere planten, zoals de bomen Burkea africana, Terminalia sericea en Ochna pulchra, en de struik Parinari capensis. Die twee laatstgenoemde kunnen makkelijk voor gifblaar aangezien worden. Deze plantengemeenschap noemt men wel het gifveld.

## Giftigheid en biochemie

Natriumfluoracetaat is een van de weinige fluor bevattende moluculen die op natuurlijke wyze ontstaan en wordt aangetroffen in D. cymosum

Het actieve bestanddeel dat verantwoordelijk is voor de toxiciteit van de plant is natriumfluoracetaat. Deze stof is in 1944 voor het eerst door J.C.S. Marais uit de plant geïsoleerd
De LD50 van deze verbinding is 0,5 mg/kg wat overeenkomt met ongeveer 200 g droog plantenmateriaal. Dit kan een rund van 500 kg doden. De stof zelf is niet toxisch, maar wordt in het lichaam omgezet wanneer deze met coënzym A reageert en fluoroacetyl-
coënzym A vormt. Deze verbinding reageert met oxaloacetaat en vormt fluorocitraat. Deze stof is wel toxisch. Het is namelijk een alternatief substraat voor aconitase. Het normale substraat daarvan is citraat. Fluorocitraat bindt met aconitase maar kan niet losgelaten worden, zodat het aconitase onomkeerbaar gebonden wordt. Dit leidt tot ontwrichting van de Krebscyclus en de inhibitie van de cellulaire respirasie. Verder verhindert fluorocitraat dat er citraat van het cytoplasma naar het mitochondrion reist, waar het nodig is. Uiteindelijk wordt fluorocitraat in het cytoplasma afgebroken.

## Pathologie
Bij runderen treedt acuut de dood door hartstilstand in als het dier een extract van het middel te drinken toegediend wordt. Voor ander vee is de plant ook dodelijk, maar vergiftiging treedt zelden op omdat deze dieren kieskeuriger bij het grazen zijn. Vergiftigde dieren worden kortademig, nadat zij door een hartritmestoornis getroffen zijn. Er kunnen ook beving of stuiptrekkingen optreden. De dood treedt meestal tussen 4 en 24 uur na inname in. Soms overleeft het dier de vergiftiging aanvankelijk wel maar valt maanden later dood neer vanwege hartfalen. Diagnose wordt gewoonlijk gebaseerd om de aanwezigheid van bladeren van de plant in de rumen bij een post mortem. Er kan getest worden op de aanwezigheid van monofluoroacetaat in de pens, de nieren of de lever.